# Tschaska
Tschaska, auch Czaska, war ein Volumenmaß und entsprach mal dem Maß Fass beziehungsweise mal dem Anker. Verbreitet war das Maß für Flüssigkeiten in Litauen.
- 1 Tschaska = 12 Schenkmaß = 2067,62 Kubikzoll (engl.) ≈ 1707,89 Pariser Kubikzoll[1] = 33,8784 Liter
- 1 Tschaska = 6 Garniec (groß) = 12 Garniec (klein) = 27,55 Stoof (russisch.) = 24 Polgarcy oder Halbgarniec = 48 Kwart = 96 Polokwart

Das Schenkmaß von 1766 war ein Zylinder mit einem Durchmesser von 4 7/8 Pariser Zoll und einer Höhe von 7 5/8 Pariser Zoll. Es war ein Inhalt von 142,3243 Pariser Kubikzoll, somit 2,82 Liter.